# Ле-Саппе-ан-Шартрёз
Ле-Саппе-ан-Шартрёз (фр. Le Sappey-en-Chartreuse) — коммуна во Франции, находится в регионе Рона — Альпы. Департамент коммуны — Изер. Входит в состав кантона Мелан. Округ коммуны — Гренобль.
Код INSEE коммуны — 38471. Мэр коммуны — Dominique Escaron, мандат действует на протяжении 2014—2020 гг. Население коммуны на 2015 год составляло 1119 человек. Населённый пункт находится на высоте от 840 до 2079 метров над уровнем моря. Муниципалитет расположен на расстоянии около 480 км юго-восточнее Парижа, 95 км юго-восточнее Лиона, 10 км северо-восточнее Гренобля. Коммуна расположена на склоне горы Шамешод (2082 м) — самой высокой вершине массива Шартрёз. В коммуне частично находится форт Сент-Енар.

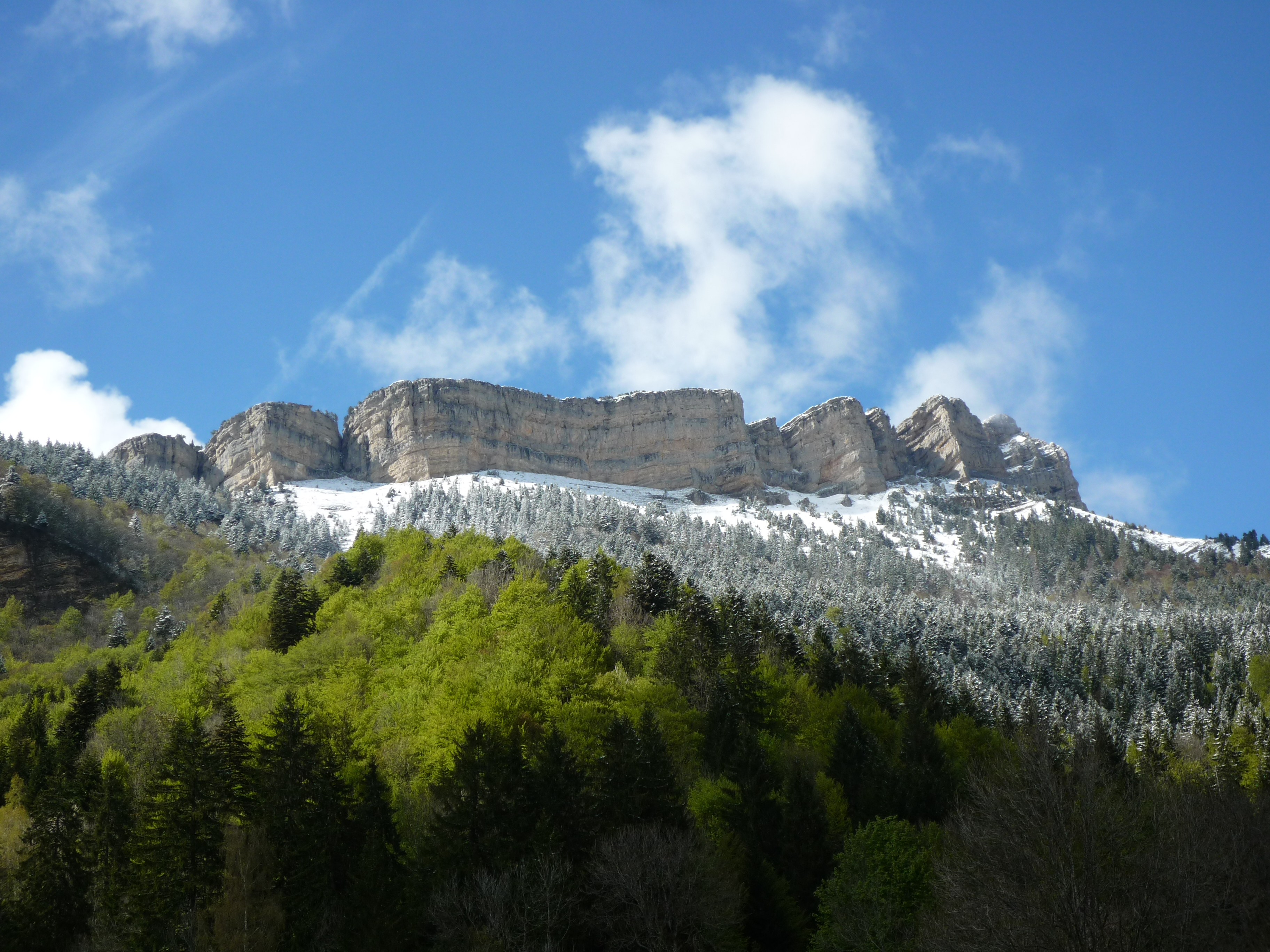
Вид на гору Шамешод из Ле-Саппе-ан-Шартрёз

Динамика населения (INSEE):